# Saison 1964-1965 du Stade rennais UC
Maillots
Chronologie
Saison précédente Saison suivante
La saison 1964-1965 du Stade rennais Université Club débute le 30 août 1964 avec la première journée du Championnat de France de Division 1, pour se terminer le 30 mai 1965 avec la dernière journée de cette compétition.
Le Stade rennais UC est également engagé en Coupe de France, et remporte la compétition pour la première fois de son histoire.

## Résumé de la saison
Antoine Cuissard débarqué, le Stade rennais doit se trouver un nouvel entraîneur. Depuis 1933 et le remplacement de Kalman Szekany, la tradition veut que l'équipe soit entraînée par un technicien évoluant ou ayant évolué sous les couleurs rouges et noires. Cette fois, il semble que cette tradition soit brisée, Lucien Troupel étant fortement pressenti, mais c'est finalement Jean Prouff, figure emblématique du Stade rennais qui l'a vu débuté chez les minimes, qui prend la tête de l'équipe. Opéré du ménisque peu auparavant, il écarte la possibilité de rejoindre l'équipe de Chine pour venir entraîner un club qu'il avait quitté treize ans auparavant.
Côté effectif, le recrutement est modeste. Le club s'appuie sur la promotion de joueurs amateurs, même s'il recrute le gardien international Georges Lamia en remplacement de Jean-Claude D'Arménia, et qu'il se cherche activement un avant-centre, lequel sera le joueur du Red Star Daniel Rodighiero, que Prouff a eu sous ses ordres quelques années auparavant. Émile Grosshans voulait lui rejoindre le RC Strasbourg, mais les deux clubs ne parvenant pas à s'entendre, le Lorrain est écarté pendant toute la saison.
Le début de saison est mitigé, et Jean Prouff abandonne rapidement le positionnement de son équipe en 3-2-5 pour le dispositif en 4-2-4 popularisé par la Hongrie à Wembley en 1953. Rodighiero, peu à l'aise depuis le début de saison et victime des moqueries du public, ne tarde pas à se montrer d'une redoutable efficacité au sein ce dispositif. Au prix de quelques belles victoires, dont une acquise au Stade Malakoff, antre du futur champion de France nantais (3 - 2), le Stade rennais UC remonte peu à peu au classement, mais voit son bilan de mi-saison terni par un mois de décembre désastreux (trois matchs, trois défaites) qui le fait rechuter dans le ventre mou.
Emmené par une attaque de feu, le Stade rennais se réveille dès le début de la phase retour, enchaînant huit matchs sans défaite (4V-4N-0D), dont deux écrasantes victoires sur Nîmes (4 - 0) et Angers (6 - 0). Mi-avril, des Rennais survoltés écrasent le FC Nantes, leader du championnat, route de Lorient (4 - 0). La première place n'est alors qu'à trois points des « Rouge et Noir » qui peuvent rêver de titre. Battus à Lille et surtout à Bordeaux, l'un de leurs adversaires directs au classement, les Rennais laissent alors quelques points en route quand leur rivaux réalisent un quasi sans-faute. C'est finalement à la quatrième place du classement qu'ils échouent, comme leurs prédécesseurs de 1948-1949. Un résultat obtenu grâce à un ultime succès sur le terrain du RC Strasbourg, opposant direct du Stade rennais UC pour la quatrième place. Un but de dernière minute de Rodighiero donne finalement la victoire aux Rennais, trois jours seulement après leur triomphe en finale de Coupe de France.

### Le parcours en Coupe de France
Vaincus par deux fois en finale, en 1922 et en 1935, le Stade rennais « aime la Coupe de France, mais ne la gagne jamais », selon les termes de son président Louis Girard en 1962. L'édition 1964-1965 de l'épreuve viendra enfin lui apporter satisfaction, au terme d'un parcours remarquable.
Celui-ci débute comme la saison précédente face au Red Star, l'une des meilleures formation de Division 2. À Brest, les Rennais l'emportent cette fois, au terme d'une rencontre serrée (2 - 1). Au tour suivant, les Rennais ont tout autant de difficultés à vaincre un solide RC Lens qui doit concéder pas moins de quatre buts pour consommer sa défaite (4 - 3). Le huitième de finale, face aux amateurs de Saint-Quentin, est plus tranquille. Les Picards, qui avaient évité les grands clubs aux tours précédents,, boivent la tasse à Amiens, corrigés 10 - 0, Rodighiero inscrivant un quintuplé et Pellegrini un quadruplé.
Les choses sérieuses reprennent avec un quart de finale piégeux face à l'OGC Nice, qui a perdu de sa superbe depuis ses titres des années 1950, mais qui fait la loi en Division 2. Sérieux, les Rennais écartent sans coup férir les Azuréens au Stade Vélodrome de Marseille (5 - 2). Fin avril, ils retrouvent devant leur route l'AS Saint-Étienne menée par Robert Herbin, en demi-finale au Parc des Princes. Le Stade rennais UC domine les Verts et remporte la victoire sans contestation possible (3 - 0) grâce à un but de Dubaële et un doublé de Pellegrini. Trente ans après, le Stade rennais se qualifie pour sa troisième finale de Coupe de France.
Le 23 mai, le Stade rennais retrouve l'UA Sedan-Torcy en finale au Parc des Princes. Supérieur en championnat, le Stade rennais UC part favori, Sedan n'occupant qu'une modeste dix-septième place au classement avant la rencontre. L'entraîneur sedanais Louis Dugauguez qualifie la formation rennaise de « meilleure équipe du moment », quand Jean Prouff se méfie du jeune et talentueux onze sedanais qui affiche une moyenne d'âge de 23 ans. Sept titulaires ont d'ailleurs 23 ans ou moins, dont Jacques Marie (19 ans), Yves Herbet (19 ans) et Roger Lemerre (23 ans). À la surprise générale, Sedan mène rapidement 2 buts à 0, Marie ayant marqué dès la 11e minute, bientôt imité par Perrin quatre minutes plus tard. Loin de s'affoler, les Rennais réduisent l'écart peu avant la mi-temps. D'un tir du coin gauche des six mètres, Ascencio trompe Tordo (44e). Cherchant l'égalisation en seconde mi-temps, les Rennais la trouvent à l'heure de jeu. De la gauche, Loncle centre pour Rodighiero, qui, idéalement placé au second poteau, marque de la tête,. Deux buts partout à la fin du temps réglementaire, un score qui n'évoluera pas malgré un coup franc sedanais très dangereux en fin de prolongation.
La première finale s'étant terminée sur un score nul, une deuxième finale est jouée, trois jours plus tard, le 26 mai, toujours au Parc des Princes. Seul changement parmi les vingt-deux acteurs, Brucato remplace Cédolin en défense centrale côté rennais. Une nouvelle fois, Sedan se met très tôt en action, et met en grand danger Lamia sur une double occasion de Cardoni et Roy, avant d'ouvrir le score sur un penalty controversé puisque consécutif à une main involontaire de Brucato sur un centre de Roy,. Herbet transforme la sentence en but et Sedan conserve cet avantage jusqu'à la mi-temps. La seconde mi-temps sera à l'avantage des Rennais. Lancé en profondeur par Loncle, Rodighiero résiste à ses défenseurs pour tromper Tordo de près (47e) et Rennes égalise au tableau d'affichage. Il faut ensuite attendre le dernier quart d'heure pour voir Loncle, à la suite d'un centre d'Ascencio remis de la tête par Pellegrini, envoyer une superbe frappe dans la lucarne droite de Tordo, et donner l'avantage aux « Rouge et Noir » pour la première fois sur l'ensemble des deux rencontres (77e). À quatre minutes du terme, le Stade rennais UC plie définitivement le match. Lancé par Prigent, Dubaële est déséquilibré dans la surface avant de finir par marquer. M. Kitabdjian refuse le but, mais siffle un penalty que Rodighiero transforme, donnant la victoire aux siens (86e).

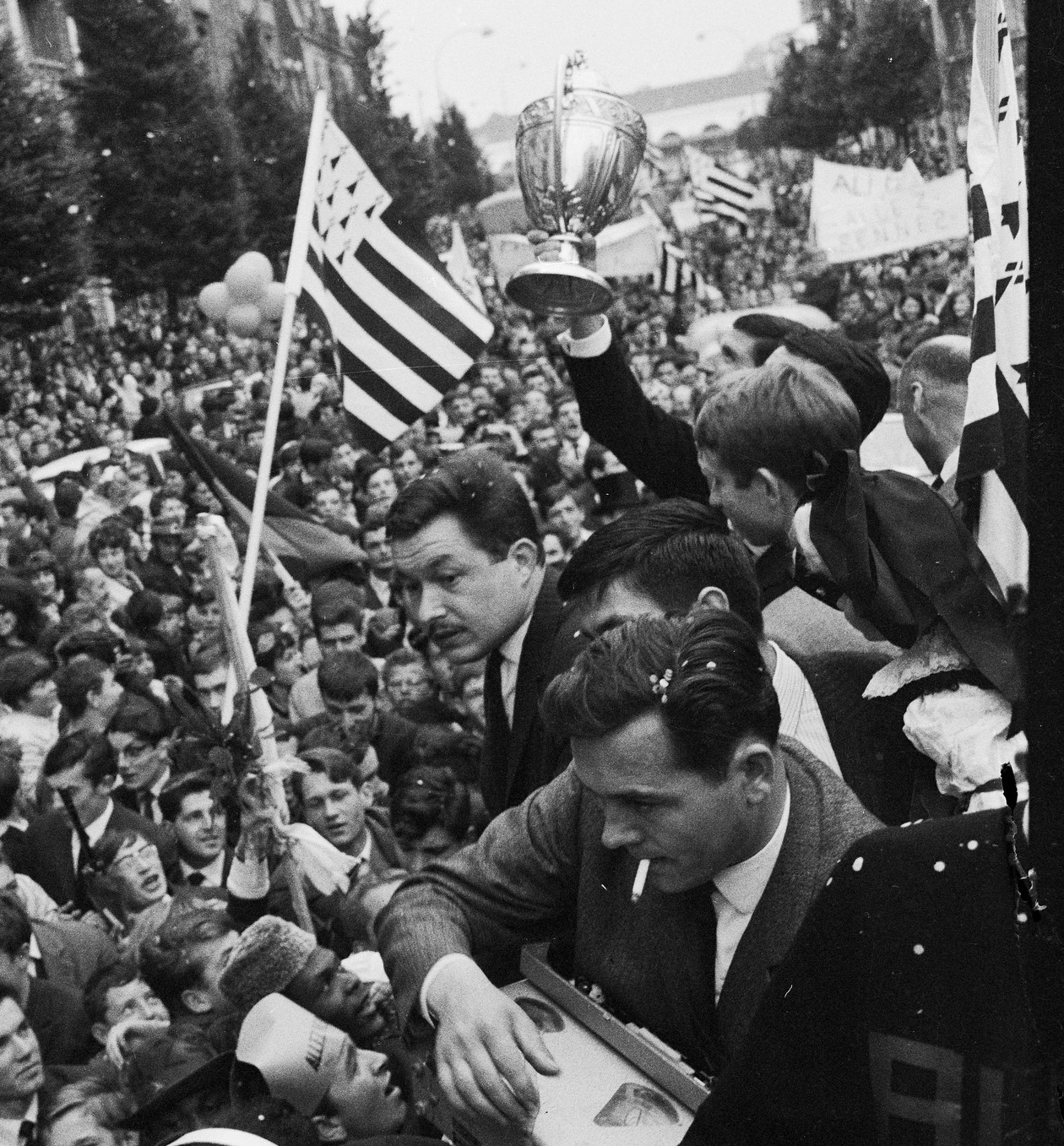
L'équipe présentant la coupe de France dans les rues de Rennes.

Vainqueur de Sedan par 3 buts à 1 lors de cette deuxième finale, le Stade rennais remporte la première coupe de France de son histoire, son premier titre majeur sur la scène nationale. Le capitaine Yves Boutet soulève la coupe, reçue des mains de Maurice Herzog,. La fête peut commencer en Bretagne, mais les joueurs devront eux attendre trois jours, le temps de disputer l'ultime journée de championnat à Strasbourg, remportée 3 buts à 2. Le 31 mai, les joueurs reviennent enfin à Rennes par le train et sont fêtés par une foule massive dans les rues de la ville où la liesse est indescriptible,. Reçus à la mairie par Henri Fréville après s'être difficilement frayé un chemin au cœur des rues noires de monde, Jean Prouff et ses hommes célèbrent ensuite avec le public, au balcon de l'hôtel de ville, devant un public enthousiaste,.
« Rennes a explosé de joie en apprenant votre succès. L'ambiance que nous vivons aujourd'hui me rappelle celle de la libération »
— Henri Fréville, Maire de Rennes, le 31 mai 1965

## Transferts en 1964-1965
| Arrivées              |        |                    |
| Jean-Pierre Darchen   | France | Stade lannionnais  |
| Georges Lamia         | France | Le Havre AC        |
| Daniel Rodighiero     | France | Red Star Olympique |
| Jacques Rossignol     | France | FC Lorient         |
| Départs               |        |                    |
| Jean-Claude Boulain   | France | AJ Auxerre         |
| Claude Bourrigault    | France | SCO Angers         |
| Jean-Claude D'Arménia | France | Stade de Reims     |
| Robert Lamartine      | France | AS Decize          |
| Bernard Ruaudel       | France | US Saint-Malo      |

## L'effectif de la saison
| Poste¹ | Nat.² | Nom                   | Naissance         | Sélection³ | Championnat | Championnat | Coupe France | Coupe France | Total Saison | Total Saison |
| Poste¹ | Nat.² | Nom                   | Naissance         | Sélection³ | M           | But inscrit | M            | But inscrit  | M            | But inscrit  |
| ------ | ----- | --------------------- | ----------------- | ---------- | ----------- | ----------- | ------------ | ------------ | ------------ | ------------ |
| A      | FRA   | André Ascencio        | 4 juin 1938       | -          | 30          | 3           | 6            | 2            | 36           | 5            |
| A      | FRA   | Guy Biet              | 30 avril 1943     | -          | 0           | 0           | 0            | 0            | 0            | 0            |
| D      | FRA   | Yves Boutet           | 3 décembre 1936   | -          | 30          | 0           | 7            | 0            | 37           | 0            |
| A      | FRA   | Jean-Pierre Brucato   | 7 avril 1944      | -          | 24          | 0           | 2            | 0            | 26           | 0            |
| D      | FRA   | Louis Cardiet         | 20 juin 1943      | -          | 28          | 0           | 7            | 0            | 35           | 0            |
| D      | FRA   | René Cédolin          | 13 juillet 1940   | B          | 30          | 0           | 6            | 0            | 36           | 0            |
| A      | FRA   | Jean-Pierre Darchen   | 20 mai 1940       | -          | 6           | 1           | 2            | 0            | 8            | 1            |
| A      | FRA   | Claude Dubaële        | 19 janvier 1940   | -          | 31          | 12          | 7            | 4            | 38           | 16           |
| A      | FRA   | Émile Grosshans       | 16 août 1938      | -          | 0           | 0           | 0            | 0            | 0            | 0            |
| A      | FRA   | Alain Jubert          | 25 décembre 1936  | B          | 6           | 1           | 0            | 0            | 6            | 1            |
| G      | FRA   | Georges Lamia         | 14 avril 1933     | A          | 34          | 0           | 7            | 0            | 41           | 0            |
| M      | FRA   | Jean-Claude Lavaud    | 18 mai 1938       | -          | 33          | 3           | 7            | 0            | 40           | 3            |
| A      | FRA   | Marcel Loncle         | 5 janvier 1936    | A          | 32          | 6           | 7            | 2            | 39           | 8            |
| A      | FRA   | Giovanni Pellegrini   | 25 juin 1940      | -          | 32          | 14          | 7            | 8            | 39           | 22           |
| A      | FRA   | Jean-François Prigent | 26 mai 1944       | B          | 24          | 6           | 6            | 2            | 30           | 8            |
| G      | FRA   | Gilbert Robin         | 2 août 1942       | -          | 0           | 0           | 0            | 0            | 0            | 0            |
| A      | FRA   | Daniel Rodighiero     | 20 septembre 1940 | A          | 30          | 20          | 6            | 11           | 36           | 31           |
| A      | FRA   | Jacques Rossignol     | 2 décembre 1945   | -          | 4           | 1           | 0            | 0            | 4            | 1            |

- 1 : G, Gardien de but ; D, Défenseur ; M, Milieu de terrain ; A, Attaquant
- 2 : Nationalité sportive, certains joueurs possédant une double-nationalité
- 3 : sélection la plus élevée obtenue

## Équipe-type
Il s'agit de la formation la plus courante rencontrée en championnat.

## Les rencontres de la saison

### Liste
| Match | Date         | Compétition     | Tour             | Adversaire      | Lieu ¹ | Score    | Class.   | Buteurs pour le Stade rennais                  |
| ----- | ------------ | --------------- | ---------------- | --------------- | ------ | -------- | -------- | ---------------------------------------------- |
| 1     | 30 août      | Division 1      | 1                | Strasbourg      | D      | 1–2      | 13       | Lavaud                                         |
| 2     | 6 septembre  | Division 1      | 2                | Nîmes           | E      | 3–2      | 11       | Prigent Rossignol Pellegrini                   |
| 3     | 13 septembre | Division 1      | 3                | Toulouse        | D      | 1-1      | 12       | Rodighiero                                     |
| 4     | 20 septembre | Division 1      | 4                | Angers          | E      | 2–1      | 7        | Lavaud Dubaële                                 |
| 5     | 27 septembre | Division 1      | 5                | Lens            | D      | 3–3      | 7        | Jubert Rodighiero Pellegrini                   |
| 6     | 7 octobre    | Division 1      | 6                | Lyon            | E      | 0-1      | 10       |                                                |
| 7     | 11 octobre   | Division 1      | 7                | Valenciennes FC | E      | 0-0      | 12       |                                                |
| 8     | 18 octobre   | Division 1      | 8                | Sedan           | D      | 3–2      | 6        | Ascencio Pellegrini                            |
| 9     | 25 octobre   | Division 1      | 9                | Sochaux         | E      | 0–3      | 12       |                                                |
| 10    | 1er novembre | Division 1      | 10               | Toulon          | D      | 4–1      | 7        | Dubaële Rodighiero Pellegrini                  |
| 11    | 8 novembre   | Division 1      | 11               | Monaco          | E      | 1–2      | 10       | Rodighiero                                     |
| 12    | 15 novembre  | Division 1      | 12               | Saint-Étienne   | D      | 2-1      | 8        | Rodighiero                                     |
| 13    | 22 novembre  | Division 1      | 13               | Nantes          | E      | 3-2      | 6        | Dubaële Rodighiero Pellegrini                  |
| 14    | 29 novembre  | Division 1      | 14               | Lille           | D      | 3–3      | 5        | Prigent Rodighiero Loncle                      |
| 15    | 6 décembre   | Division 1      | 15               | Stade français  | E      | 1-2      | 8        | Pellegrini                                     |
| 16    | 13 décembre  | Division 1      | 16               | Bordeaux        | D      | 1-2      | 9        | Rodighiero                                     |
| 17    | 27 décembre  | Division 1      | 17               | Rouen           | E      | 0-1      | 12       |                                                |
| 18    | 3 janvier    | Division 1      | 18               | Nîmes           | D      | 4–0      | 10       | Prigent Dubaële Pellegrini Darchen             |
| 19    | 10 janvier   | Division 1      | 19               | Toulouse        | E      | 1–1      | 10       | Dubaële                                        |
| 20    | 17 janvier   | Coupe de France | 1/32 finale      | Red Star        | N      | 2-1      | 2-1      | Dubaële Pellegrini                             |
| 21    | 24 janvier   | Division 1      | 20               | Angers          | D      | 6–0      | 6        | Prigent Dubaële Loncle Pellegrini              |
| 22    | 31 janvier   | Division 1      | 21               | Lens            | E      | 1-1      | 8        | Dubaële                                        |
| 23    | 7 février    | Division 1      | 22               | Lyon            | D      | 3–0      | 7        | Rodighiero Loncle                              |
| 24    | 14 février   | Coupe de France | 1/16 finale      | Lens            | N      | 4-3      | 4-3      | Prigent Rodighiero Dubaële                     |
| 25    | 21 février   | Division 1      | 23               | Valenciennes FC | D      | 3–1      | 6        | Dubaële Loncle Pellegrini                      |
| 26    | 28 février   | Division 1      | 24               | Sedan           | E      | 2-2      | 5        | Rodighiero                                     |
| 27    | 7 mars       | Coupe de France | 1/8 finale       | Saint-Quentin   | N      | 10-0     | 10-0     | Loncle Rodighiero Pellegrini                   |
| 28    | 14 mars      | Division 1      | 25               | Sochaux         | D      | 1-1      | 5        | Loncle                                         |
| 29    | 21 mars      | Division 1      | 26               | Toulon          | E      | 1–4      | 5        | Prigent                                        |
| 30    | 28 mars      | Division 1      | 27               | Saint-Étienne   | E      | 1-3      | 7        | Pellegrini                                     |
| 31    | 4 avril      | Coupe de France | 1/4 finale       | Nice            | N      | 5-2      | 5-2      | Prigent Ascencio Rodighiero Dubaële Pellegrini |
| 32    | 11 avril     | Division 1      | 28               | Nantes          | D      | 4–0      | 6        | Ascencio Prigent Pellegrini                    |
| 33    | 21 avril     | Division 1      | 29               | Lille           | E      | 2-3      | 6        | Dubaële                                        |
| 34    | 25 avril     | Division 1      | 30               | Stade français  | D      | 2–0      | 5        | Dubaële Rodighiero                             |
| 35    | 30 avril     | Coupe de France | 1/2 finale       | Saint-Étienne   | N      | 3-0      | 3-0      | Dubaële Pellegrini                             |
| 36    | 5 mai        | Division 1      | 31               | Monaco          | D      | 1-0      | 5        | Pellegrini                                     |
| 37    | 8 mai        | Division 1      | 32               | Bordeaux        | E      | 0–1      | 5        |                                                |
| 38    | 16 mai       | Division 1      | 33               | Rouen           | D      | 4–0      | 5        | Rodighiero                                     |
| 39    | 23 mai       | Coupe de France | Finale           | Sedan           | N      | 2-2 a.p. | 2-2 a.p. | Ascencio Rodighiero                            |
| 40    | 27 mai       | Coupe de France | Finale (rejouée) | Sedan           | N      | 3-1      | 3-1      | Rodighiero Loncle                              |
| 41    | 30 mai       | Division 1      | 34               | Strasbourg      | E      | 3–2      | 4        | Lavaud Loncle Rodighiero                       |

- 1 N : terrain neutre ; D : à domicile ; E : à l'extérieur ; drapeau : pays du lieu du match international

## Bilan des compétitions
| Compétition     | Vainqueur final  | Débute au tour | Place ou tour final | Première rencontre | Dernière rencontre | Nombre |
| --------------- | ---------------- | -------------- | ------------------- | ------------------ | ------------------ | ------ |
| Division 1      | FC Nantes        | 1re journée    | 4e                  | 30 août 1964       | 30 mai 1965        | 34     |
| Coupe de France | Stade rennais UC | 1/32 de finale | Vainqueur           | 17 janvier 1965    | 27 mai 1965        | 7      |

### Division 1

#### Classement
| Rang | Équipe        | Pts | J  | G  | N  | P  | Bp | Bc | Diff |
| ---- | ------------- | --- | -- | -- | -- | -- | -- | -- | ---- |
| 1    | Nantes        | 43  | 34 | 16 | 11 | 7  | 66 | 45 | +21  |
| 2    | Bordeaux      | 41  | 34 | 16 | 9  | 9  | 43 | 32 | +11  |
| 3    | Valenciennes  | 40  | 34 | 14 | 12 | 8  | 52 | 30 | +22  |
| 4    | Rennes        | 38  | 34 | 15 | 8  | 11 | 67 | 48 | +19  |
| 5    | Strasbourg    | 38  | 34 | 13 | 12 | 9  | 56 | 46 | +10  |
| 6    | Lyon          | 36  | 34 | 13 | 10 | 11 | 46 | 50 | -4   |
| 7    | Saint-Étienne | 35  | 34 | 13 | 9  | 12 | 48 | 43 | +5   |

#### Résultats
| Total  | Total  | Total | Total | Total | Total | Total | Total | Domicile | Domicile | Domicile | Domicile | Domicile | Domicile | Extérieur | Extérieur | Extérieur | Extérieur | Extérieur | Extérieur |
| Matchs | Points | V     | N     | D     | BP    | BC    | Diff. | V        | N        | D        | BP       | BC       | Diff.    | V         | N         | D         | BP        | BC        | Diff.     |
| ------ | ------ | ----- | ----- | ----- | ----- | ----- | ----- | -------- | -------- | -------- | -------- | -------- | -------- | --------- | --------- | --------- | --------- | --------- | --------- |
| 34     | 38     | 15    | 8     | 11    | 67    | 48    | +19   | 11       | 4        | 2        | 46       | 17       | +29      | 4         | 4         | 9         | 21        | 31        | -10       |

#### Résultats par journée
| Journée   | 01 | 02 | 03 | 04 | 05 | 06 | 07 | 08 | 09 | 10 | 11 | 12 | 13 | 14 | 15 | 16 | 17 | 18 | 19 | 20 | 21 | 22 | 23 | 24 | 25 | 26 | 27 | 28 | 29 | 30 | 31 | 32 | 33 | 34 |
| --------- | -- | -- | -- | -- | -- | -- | -- | -- | -- | -- | -- | -- | -- | -- | -- | -- | -- | -- | -- | -- | -- | -- | -- | -- | -- | -- | -- | -- | -- | -- | -- | -- | -- | -- |
| Terrain   | D  | E  | D  | E  | D  | E  | E  | D  | E  | D  | E  | D  | E  | D  | E  | D  | E  | D  | E  | D  | E  | D  | D  | E  | D  | E  | E  | D  | E  | D  | D  | E  | D  | E  |
| Résultats | D  | V  | N  | V  | N  | D  | N  | V  | D  | V  | D  | V  | V  | N  | D  | D  | D  | V  | N  | V  | N  | V  | V  | N  | N  | D  | D  | V  | D  | V  | V  | D  | V  | V  |
| Points    | 1  | 2  | 4  | 4  | 4  | 5  | 7  | 8  | 10 | 10 | 12 | 14 | 15 | 15 | 15 | 16 | 16 | 18 | 20 | 22 | 23 | 25 | 25 | 25 | 25 | 27 | 27 | 27 | 28 | 30 | 30 | 31 | 31 | 33 |
| Place     | 13 | 11 | 12 | 7  | 7  | 10 | 12 | 6  | 12 | 7  | 10 | 8  | 6  | 5  | 8  | 9  | 12 | 10 | 10 | 6  | 8  | 7  | 6  | 5  | 5  | 5  | 7  | 6  | 6  | 5  | 5  | 5  | 5  | 4  |

Source : Liste des rencontres

Terrain : D = Domicile ; E = Extérieur. Résultat: D = Défaite ; N = Nul ; V = Victoire.